# 존 로리

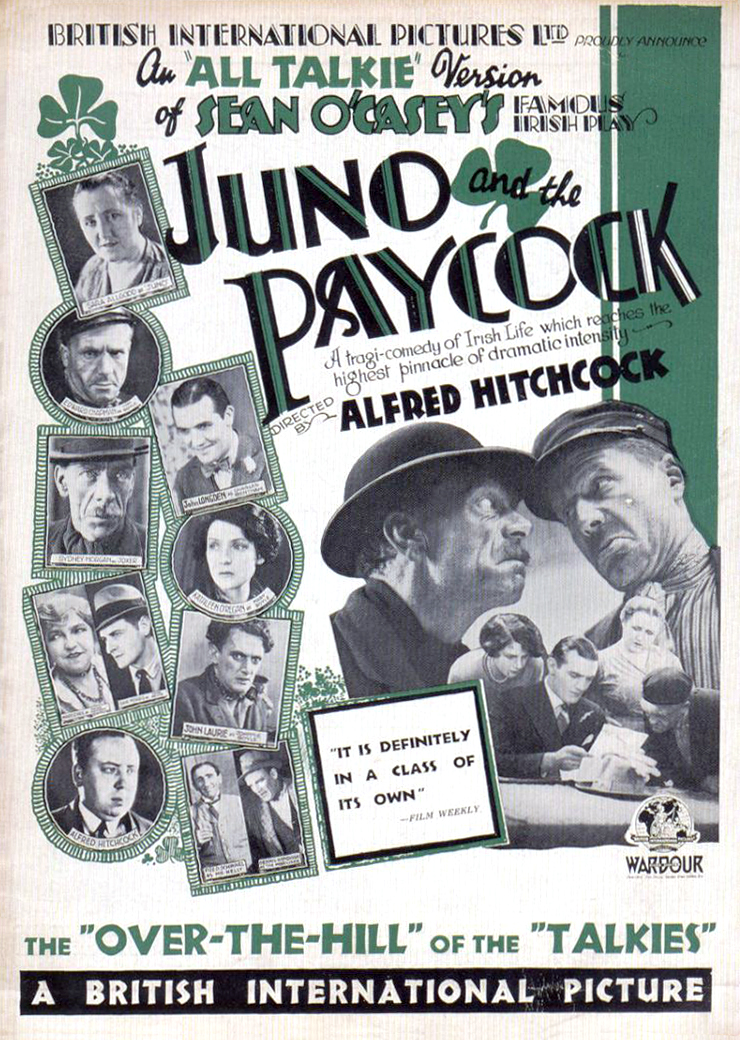

존 로리(John Laurie, 1897년 3월 25일 ~ 1980년 6월 23일)는 영국의 배우, 연극 배우, 영화배우, 무대 연출가, 텔레비전 배우이다.
덤프리스에서 태어났으며 버킹엄셔주에서 사망하였다. 사인은 폐기종이다.

## 영화
- 젠다성의 포로 (1979년)
- 리턴 투 더 엣지 오브 더 월드 (1978년) - 본인 역
- 공룡 사라지다 (1975년)
- 노인 부대 (1971년)
- 복수의 화신 닥터 파이브스 (1971년)
- 사녀 드라큐라 (1966년)
- 미스터 10퍼센트 (1966년)
- 키드내피드 (1960년)
- 리차드 3세 (1956년)
- 화성에서 온 악녀 (1954년)
- 홉슨의 사위 고르기 (1954년)
- 자니 온 더 런 (1953년)
- 헨리 5세 (1953년)
- 판도라 (1951년)
- 매들린 (1950년)
- 보물섬 (1950년)
- 햄릿 (1948년)
- 내가 가는 곳은 어디인가 (1945년)
- 시저와 클레오파트라 (1945년)
- 선봉에서 (1944년)
- 헨리 5세 (1944년)
- 데미 파라다이스 (1943년)
- 직업 군인 캔디씨 이야기 (1943년)
- 포 페더스 (1939년)
- 엣지 오브 더 월드 (1937년)
- 허 라스트 어페어 (1936년)
- 당신 좋으실 대로 (1936년) - 올리버 역
- 39 계단 (1935년)
- 레드 엔사인 (1934년)
- 주노와 공작 (1930년)